# Języki zachodniodardyjskie
Języki zachodniodardyjskie – grupa języków dardyjskich używanych na zachód od rzeki Kunar. Należy tu jedna podgrupa (kunar) z 8 językami.

## Podział
- Języki kunarskie
  - Języki paszai
    - Język paszai północno-wschodni
    - Język paszai północno-zachodni
    - Język paszai południowo-wschodni
    - Język paszai południowo-zachodni

  - Język dameli
  - Język gawar-bati
  - Język grangali
  - Język szumaszti